# Australian Championships 1954
Turniej tenisowy Australian Championships, dziś znany jako wielkoszlemowy Australian Open, rozegrano w 1954 roku w Sydney w dniach 22 stycznia - 1 lutego.

## Zwycięzcy

### Gra pojedyncza mężczyzn
- Mervyn Rose (AUS) - Rex Hartwig (USA) 6:2, 0:6, 6:4, 6:2

### Gra pojedyncza kobiet
- Thelma Coyne Long (AUS) - Jenny Staley Hoad (AUS) 6:3, 6:4

### Gra podwójna mężczyzn
- Rex Hartwig (USA)/Mervyn Rose (AUS) - Neale Fraser (AUS)/Clive Wilderspin (AUS) 6:3, 6:4, 6:2

### Gra podwójna kobiet
- Mary Bevis Hawton (AUS)/Thelma Coyne Long (AUS) - Hazel Redick-Smith (AUS)/Julia Wipplinger (AUS) 6:3, 8:6

### Gra mieszana
- Thelma Coyne Long (AUS)/Rex Hartwig (USA) - Beryl Penrose (AUS)/John Bromwich (AUS) 4:6, 6:1, 6:2